# Jean-Louis Ravenel

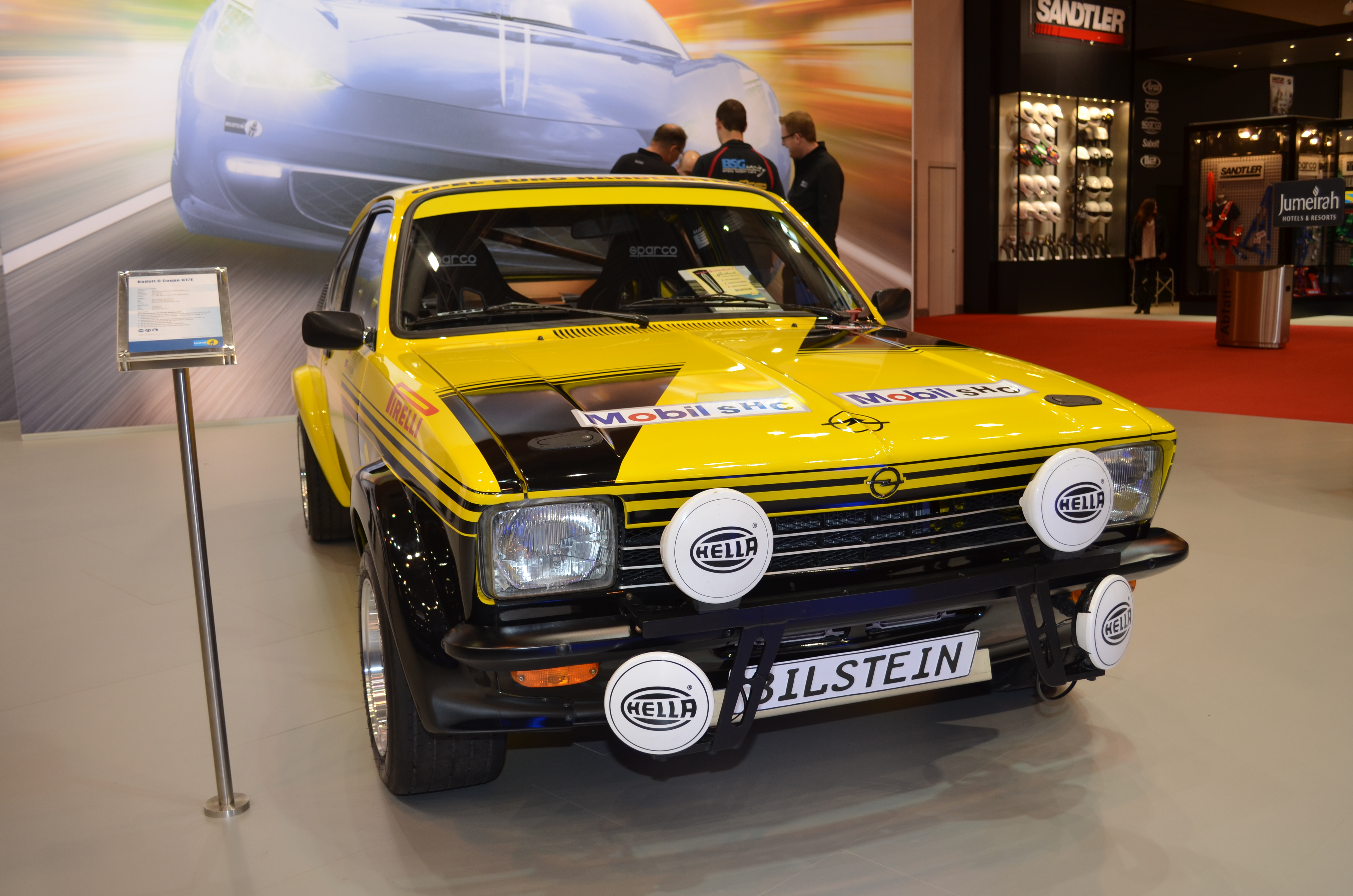
Opel Kadett GT/E, wie ihn Jean-Louis Ravenel in den 1970er-Jahren bei Rallyes fuhr

Jean-Louis Ravenel (* 6. März 1943 in Noyen-sur-Sarthe) ist ein ehemaliger französischer Autorennfahrer.

## Karriere als Rennfahrer
Jean-Louis Ravenel und sein 1944 geborener Bruder Jacky waren in den 1970er-Jahren in Frankreich als die Ravenel Fréres bekannt. Die beiden hatten zwei weitere Brüder und eine Schwester. Ihr Vater betrieb ein Unternehmen, das Holzteile für Chalets herstellte. Er war auch Mitglied einer Jazz-Formation namens Sparks, die nichts mit der US-amerikanischen Rockband gleichen Namens zu tun hatte.
Jean-Louis Ravenel galt als der talentiertere der beiden Brüder und fuhr 1968 im Renault-R8-Gordini-Cup, einem Markenpokal für Nachwuchsfahrer. Nach einigen weiteren Rennen auf der Rennstrecke hatte er vor allem bei Rallyes Erfolge. Er fuhr für das Team von Claude Buchet und andere in der französischen und belgischen Rallye-Meisterschaft, der Rallye-Europameisterschaft und durch seine Starts bei der Tour de Corse auch in der Rallye-Weltmeisterschaft.
Auch auf der Rundstrecke war er aktiv. Von wenigen Ausnahmen abgesehen, ging er vor allem beim 24-Stunden-Rennen von Spa-Francorchamps und beim 24-Stunden-Rennen von Le Mans an den Start. In Spa war sein bestes Ergebnis im Gesamtklassement der siebte Rang 1977. In Le Mans war er viermal Starter, dabei dreimal mit seinem Bruder als Teampartner. Die beste Platzierung war der 14. Rang 1977. Im Jahr davor erreichte er einen Klassensieg in der Tourenwagenklasse.
Nach dem Ende seiner aktiven Karriere war Jean-Louis Ravenel Geschäftsführer von Auto Sport Loisirs, einem Mietunternehmen für Luxusfahrzeuge und Sportwagen in Luçon.

## Statistik

### Le-Mans-Ergebnisse
| Jahr | Team               | Fahrzeug               | Teamkollege   | Teamkollege       | Teamkollege     | Platzierung             | Ausfallgrund |
| ---- | ------------------ | ---------------------- | ------------- | ----------------- | --------------- | ----------------------- | ------------ |
| 1970 | Jean-Louis Ravenel | Porsche 910            | Louis Cosson  |                   |                 | Ausfall                 | Radlager     |
| 1976 | Jean-Louis Ravenel | BMW 3.0 CSL            | Jacky Ravenel | Jean-Marie Détrin |                 | Rang 24 und Klassensieg |              |
| 1977 | Jean-Louis Ravenel | Porsche 911 Carrera RS | Jacky Ravenel | Jean-Marie Détrin |                 | Rang 14                 |              |
| 1978 | Ravenel Fréres     | Porsche 934            | Jacky Ravenel | Philippe Dagoreau | Willy Braillard | Ausfall                 | Benzinpumpe  |